# Yakovlev AIR-12
Lo Yakovlev AIR-12 (in caratteri cirillici Яковлев АИР-12) fu un aereo da competizione monomotore monoplano ad ala bassa progettato dall'OKB 115 diretto da Aleksandr Sergeevič Jakovlev e sviluppato in Unione Sovietica negli anni trenta.

## Storia del progetto
Intorno alla metà degli anni trenta Jakovlev decise di avviare lo sviluppo di un nuovo modello ad alta autonomia destinato a conquistare alcuni primati sulla distanza per la categoria. Il progetto, al quale venne assegnato la designazione AIR-12, venne ottimizzato per facilitare il raggiungimento di tale scopo, riducendo il più possibile la massa complessiva e l'area frontale del velivolo. Il risultato fu un monomotore biposto caratterizzato dalla velatura monoplana posizionata bassa, dalla fusoliera a due abitacoli separati, entrambi chiusi da tettucci, il primo, destinato al passeggero/navigatore, posizionato sopra l'ala, il secondo, posizionato dopo il bordo di uscita alare, destinato al pilota. Se necessario l'abitacolo anteriore poteva essere attrezzato per incorporare un serbatoio di combustibile addizionale. Il motore, un radiale Shvetsov M-11 a cinque cilindri raffreddato ad aria da 100 CV (73,5 kW), era posizionato all'apice anteriore della fusoliera solo parzialmente carenato ma con le testate che fuoruscivano dalla struttura.
Per migliorare ulteriormente la penetrazione aerodinamica venne adottato un carrello d'atterraggio con gli elementi anteriori retraibili con movimento verso l'interno, integrato posteriormente da un pattino d'appoggio ammortizzato.

## Impiego operativo
Il 21 settembre successivo, durante i voli di prova, il pilota collaudatore Û.I.Piontkovskij riuscì a compiere un volo senza rifornimento sulla rotta Mosca - Kiev - Sebastopoli - Charkiv, di circa 2 000 km in 10 h e 45 min stabilendo un nuovo primato.
Il 24 ottobre 1937 l'AIR-12, equipaggiato con un M-11E, versione più potente da 150 CV, ai comandi dell'equipaggio femminile composto dal pilota Valentina Stepanovna Grizodubova e dalla navigatrice Marina Michajlovna Raskova stabilì il record mondiale femminile di volo senza scalo percorrendo 1 445 km.

### Annotazioni
1. ↑  La denominazione del "costruttore" risulta scritta in modo diverso da quella del "progettista" poiché nel secondo caso la traslitterazione del cognome è effettuata secondo il sistema "ISO 9", impiegato come standard convenzionale nelle pagine di Wikipedia in lingua italiana.

### Fonti
1. 1 2 3 4 5  Уголок неба, Яковлев АИР-12.
2. ↑  AIR-12 in Russian Aviation Museum.
3. ↑  (FR) Harold Stockton, Dariusz Tyminski, Christer Bergström, Marina Raskova et les femmes pilotes soviétiques durant la guerre 1939-45, su Aérodrome de la Gruyère, http://www.aerodrome-gruyere.ch/index.htm. URL consultato il 3 novembre 2010 (archiviato dall'url originale il 28 aprile 2015).